# Scott Icefalls
Le Scott Icefalls  sono delle estese cascate di ghiaccio situate in prossimità della testata del Ghiacciaio Mill, tra l'Otway Massif e la parte meridionale del Dominion Range, catena montuosa che fa parte dei Monti della Regina Maud, in Antartide. 
La denominazione è stata assegnata dalla New Zealand Geological Survey Antarctic Expedition (NZGSAE) (1961–62) in onore dell'esploratore britannico Robert Falcon Scott (1868-1912), che raggiunse il Polo Sud subito dopo l'esploratore norvegese Roald Amundsen.